# Театральная (платформа)
Театра́льная — железнодорожная платформа Смоленского направления МЖД в Рузском городском округе Московской области.
Состоит из двух платформ, соединённых только настилом через пути. Не оборудована турникетами. Нет кассы для продажи билетов. К северу и северо-востоку от платформы расположен посёлок городского типа Тучково, в том числе бывшие деревни Дубровка и Даниловка, в 2003 году включённые в его состав. Западнее платформы — дачная застройка.
Название связано с расположением у садовых участков, выданных сотрудникам Большого театра и МХАТа им. М.Горького.
Время движения от Белорусского вокзала — около 1 часа 30 минут.